# Jegyndybułak (obwód karagandyjski)
Jegyndybułak (kaz. Егіндібұлақ, ros. Егиндыбулак, Jegindybułak) – wieś w Kazachstanie, w obwodzie karagandyjskim, w rejonie karkaralińskim. W 2009 liczyła 3399 mieszkańców.